# Leviathan (kniha)
Leviathan neboli o podstatě, zřízení a moci státu církevního a občanského (anglicky Leviathan, or The Matter, Forme and Power of a Common Wealth Ecclesiasticall and Civil), krátce a běžně jen Leviathan, je kniha napsaná r. 1651 Thomasem Hobbesem. Její název je převzat dle biblického Leviathana (mořské nestvůry). Kniha je státně teoretickým pojednáním, zabývajícím se strukturou společnosti, která je efektně znázorněna i na titulní stránce zobrazením státního giganta tvořeného z jednotlivců, který nese v jedné ruce meč, v druhé biskupskou berlu.

## Filosofie díla
Při hodnocení obsahu této teoretické knihy je stále nutné mít na paměti dobový kontext. Hobbes napsal Leviathana jako reakci na osobní zkušenost s krutou realitou právě probíhající anglické občanské války. Ta je pro něj obrazem společnosti v přirozeném stavu, ve které je člověk člověku vlkem (homo homini lupus, obrat původně použil Titus Maccius Plautus cca 200 př. n. l.).
V Leviathanovi Hobbes představil doktrínu základů společnosti a legitimních vlád. Jednalo se o jednu z prvních prací teorie společenské smlouvy. V přirozeném stavu člověka, což jiní filosofové označují jako přirozený stav, i když někteří lidé jsou silnější nebo chytřejší než ostatní, přesto nikdo není ani tak silný, ani tak chytrý, aby se nemusel obávat násilné smrti. Při hrozbě smrti si člověk v přirozeném stavu nemůže pomoci jinak než bránit se všemi možnými prostředky. Sebeobrana proti násilné smrti je nejvyšší potřebou člověka a práva se rodí z potřeb. V přirozeném stavu má každý právo (či licenci) na cokoliv ve světě. Kvůli vzácnosti věcí ve světě je zde proto na právu založená stálá válka všech proti všem (bellum omnium contra omnes).
Život člověka v přirozeném stavu "trpí osamělostí a nouzí, je bídný, brutální a krátký".
Kvůli těmto praktickým zkušenostem s válkou i jejich teoretickým zdůvodněním přirozeného stavu Hobbes vytváří teorii společenské smlouvy pod vládou absolutního suveréna. Všeobecný chaos může být odvrácen pouze silnou centrální vládou. Kvůli tomu je Hobbes ochoten akceptovat i značnou míru zneužívání této centrální moci, vzpoura proti moci je nepřípustná. Výjimkou je, pokud autorita není schopná zajistit "mír a obranu" (hlavní účel své existence), pak se smlouva stává neplatnou a člověk se vrací do přirozeného stavu, než se vytvoří společenská smlouva nová.
Suverén, ať se jedná o monarchii, aristokracii nebo demokracii (Hobbes přitom preferuje absolutismus), musí být Leviathan, absolutní autorita. Právo je pro Hobbese vynucováním smluv. Politická teorie se příliš neliší od jeho dvou předchozích děl The Elements of Law a De Cive (O občanech).
Na úrovni jedince je smlouva výhodná, protože stav stálé války není v nejlepším zájmu člověka. Lidé mají v podstatě egoistickou a materialistickou potřebu válku ukončit, neboť se nechtějí stále bát smrti a rádi pohodlně žijí a doufají v uspokojení těchto svých potřeb ve společnosti. Proto vytváří pokojnou společnost vstupem do společenské smlouvy. Všichni jedinci ve společnosti předávají právě akorát svých přirozených práv, aby autorita mohla zajistit vnitřní mír a společnou obranu.
Hobbesův stát je silně autoritativní a zároveň minimalistický. Kromě míru, obrany a vynucování smluv by stát neměl do ničeho zasahovat. Jelikož však suverén není nijak omezen, neexistuje ani způsob, jak zaručit, že se suverén skutečně takto sebeomezí a pravidla neporuší.
Podle Hobbese má být suverén vázán svými závazky k přirozenému právu. Ačkoliv nemá povinnost tvořit legislativu, je pro něj výhodné postupovat podle zákonů, které vedou k bezpečí a míru. Závazek suveréna je zde proto jen morální a nezajištěn.
Suverén rovněž udržuje rovnost ve státě, neboť běžní lidé jsou všichni stejně "vymazáni" v jasu svého suveréna. Hobbes toto vymazání lidí přirovnává k blednutí hvězd v jasu slunce.
Hobbesova politická doktrína je "neškodit". Používá negativní verzi zlatého pravidla, tj."nečiňte jiným to, co nechcete, aby ostatní činili vám". V kontrastu s tím je křesťanská pozitivní verze "konejte ...", která je podle Hobbese pouze receptem na sociální chaos.
Hobbes odmítá dělbu státní moci. Leviathan koncentruje moc výkonnou, zákonodárnou i soudní.
Kromě toho má v Leviathanovi suverén i moc určovat záležitosti víry a vyznání, protože pokud tak nečiní, vnáší se do společnosti nesoulad. Hobbes předkládá svou vlastní náboženskou teorii, ale je ochoten se podrobit vůli suveréna poté, až se znovu ustaví (kniha je psána uprostřed občanské války), zda ji sezdá přijatelnou. Leviathan obsahuje rozsáhlé pasáže, které zpochybňují nejen četné křesťanské hodnoty, ale i věrohodnost Písma a jeho přijatelnost.
V otázce daní je Leviathan oprávněn vybírat "stejně", neboť všem stejně zaručuje ochranu. Hobbes věřil, že daně jsou nezbytné pro podporu vojska a vojsko pro zaručení vlády práva. Pro vládu práva jsou tedy daně nutné.

## Širší kontext díla
Anglická občanská válka vypukla r. 1642. Těsně před jejím vypuknutí Hobbes unikl do Paříže, kde se připojil k dalšímu roajalistickému exilu. V Paříži byl Leviathan rovněž napsán a vydán.
Dílo vzbudilo po vydání značný ohlas, zřejmě i díky své sdílné obálce. Paradoxně způsobilo rozchod autora s roajalistickým exilem. Pro anglikány i francouzské katolíky byla sekulární povaha díla naprosto nepřijatelná. Hobbes se musel z bezpečnostních důvodů ještě v zimě 1651 uchýlit zpět do Anglie, pod ochranu revoluční anglické vlády.
Po restauraci království (r. 1660) však mladý král Karel II., jehož učitelem Hobbes v exilu býval, Hobbese pozval na svůj dvůr i s penzí 100 £.
Leviathan je prvním z důležitých vyjádření teorie společenské smlouvy. V moderní době bývá Hobbesovo pojetí státu kritizováno jako v podstatě totalitářské (je překonáno jak dělbou moci, tak i principem liberální demokracie), nicméně odráží eminentní potřebu úlevy ze stavu občanské války pomocí instituce státu, do značné míry již vnitřně strukturovaného, mocného i ideologizovaného.
Hobbesovo pojetí přirozeného stavu též do značné míry odpovídá historicky běžným stavům počátků státnosti, během nichž se budoucí státní moc etabluje zejména kořistným způsobem. Četné středověké války, trvající desítky až stovku let, představovaly podobný válečný stav, až na to, že se vedly na úrovni panstva. Rovněž různé současné válečné stavy a nepokoje, zejména v rozvojovém světě, naznačují, že přirozený stav bez dostatečné státní autority je problematický. Na druhé straně, nekontrolovatelné státní autority byly ve 20. století, co do počtu postižených osob, příčinou dosud nejtragičtějších válek a utrpení vůbec.
V samotné Anglii se koncept Hobbesovy absolutní vlády nikdy neuplatnil, a to ani po restauraci monarchie, k níž asi desítku let po vydání knihy došlo.